# Neleothymus pusillus
Neleothymus pusillus là một loài tò vò trong họ Ichneumonidae.